# The Unlawful Trade
The Unlawful Trade é um filme mudo de drama curto norte-americano de 1914, dirigido por Allan Dwan, escrito por George Cooper e pelo próprio diretor e estrelado por Pauline Bush, William Lloyd, George Cooper e Lon Chaney. O filme é atualmente considerado perdido.

## Elenco
- Pauline Bush
- William Lloyd
- George Cooper
- William C. Dowlan
- Murdock MacQuarrie
- Lon Chaney